# 伊比克拉
伊比克拉（葡萄牙語：Ibiquera）是巴西巴伊亚州的一个市镇。总面积1010.776平方公里，总人口5037人，人口密度5人/平方公里。